# Kanton Richelieu
Kanton Richelieu (francouzsky Canton de Richelieu) je francouzský kanton v departementu Indre-et-Loire v regionu Centre-Val de Loire. Tvoří ho 16 obcí.

## Obce kantonu
- Assay
- Braslou
- Braye-sous-Faye
- Champigny-sur-Veude
- Chaveignes
- Courcoué
- Faye-la-Vineuse
- Jaulnay
- Lémeré
- Ligré
- Luzé
- Marigny-Marmande
- Razines
- Richelieu
- La Tour-Saint-Gelin
- Verneuil-le-Château